# Relations entre la Hongrie et le Kosovo
Les relations entre la Hongrie et le Kosovo sont établies le 19 mars 2008, lorsque la Hongrie reconnaît l'indépendance du Kosovo, déclarée le 17 février 2008. La Hongrie dispose d'une ambassade à Pristina ; le Kosovo en a une à Budapest.

## Histoire
La Hongrie reconnaît le Kosovo le 19 mars 2008, alors qu'il vient de déclarer son indépendance. Elle est l'un des premiers pays européens à le faire. 
En 2015, la Hongrie vote en faveur de l'intégration du Kosovo à l'UNESCO, mais la majorité des membres de l'organisation s'y opposent. En 2018, lors d'un vote visant à décider de l'entrée ou non du Kosovo dans Interpol, elle s'abstient. 
Malgré la reconnaissance par la Hongrie de l'indépendance du Kosovo, le ministre hongrois des Affaires étrangères Péter Szijjártó déclare en janvier 2023 que la Hongrie s'opposera à l'adhésion du Kosovo aux institutions européennes jusqu'à la signature d'un accord avec la Serbie. En avril 2023, la Hongrie, ainsi que l'Azerbaïdjan, l'Arménie, Chypre, la Géorgie, la Roumanie, la Serbie et l'Espagne, votent contre l'adhésion du Kosovo au Conseil de l'Europe,.
En avril 2024, les parlementaires hongrois s'opposent à un texte recommandant l'entrée du Kosovo au sein de l'Assemblée parlementaire du Conseil de l'Europe, puis à son entrée dans l'Assemblée parlementaire de l'OTAN. Après l'attaque de Banjska, alors que des États membres de l'UE appellent à sanctionner la Serbie, le Premier ministre hongrois s'y oppose et qualifie cette proposition de « ridicule ».
En 2024, Kosovo Online s'interroge sur la possibilité que la Hongrie revienne sur sa reconnaissance du Kosovo pour favoriser la Serbie.

## Engagement militaire
La Hongrie compte en 2012 195 soldats engagés dans des opérations de maintien de la sécurité au sein de la Force pour le Kosovo. En 2025, ce nombre a augmenté pour atteindre 365 soldats.

## Impact des relations avec la Serbie
Selon Kosovo Online, la position récente de la Hongrie serait influencée par les liens forts et croissants entre le gouvernement de Viktor Orbán et la Serbie. Péter Szijjártó déclare que l'« intérêt de la Hongrie réside dans le succès du dialogue entre Belgrade et Pristina », ce qui amène Daily News Hungary à estimer que « le ministre hongrois des Affaires étrangères a choisi entre la Serbie et le Kosovo ».